# Zach Galifianakis
Zachary Knight "Zach" Galifianakis (1 d'octubre de 1969) és un actor estatunidenc, escriptor i comediant verbal. Galifianakis es va fer conèixer amb els especials de Comedy Central Presents el 2001 i va presentar el seu espectacle anomenat Late World with Zach en VH1 l'any següent. També ha protagonitzar films, com la trilogia de Ressaca (The Hangover trilogy) (2009–2013), Fora de comptes (2010), La campanya (2012), Birdman (2014), pels quals ha rebut un elogi crític, i un nomenament al Premi de l'Acadèmia americana del cinema (Academy Award); també va posar veu en el film animat El gat amb botes (2011).
Actualment és l'amfitrió de l'emissió llorejada amb dos Emmy Between Two Ferns with Zach Galifianakis en la pàgina Funny or Die i és productor executiu, escriptor, i protagonista de la sèrie Baskets en la cadena FX.

## Biografia
Galifianakis va néixer a Wilkesboro, a Carolina del Nord. La seva mare, Mary Frances (nada Cashion), és propietària d'un centre d'arts comunitari, i el seu pare, Harry, és venedor de petroli de calefacció. Sa mare té avantpassats escocesos, mentre que sos avis paterns, Mike Galifianakis i Sophia Kastrinakis, eren immigrants de Creta, Grècia, per això Galifianakis va ser batejat a l'església ortodoxa grega del seu pare. Té una germana petita, Merritt, i un germà gran anomenat Greg. El seu cosí Nick Galifianakis és dibuixant per al Washington Post. El seu oncle, un polític, també es diu Nick Galifianakis. Galifianakis va cursar a l'escola de secundària Wilkes Central, i subsegüentment anà, però no es graduà, a la Universitat North Carolina State, on fou estudiant de comunicació.

## Carrera

### Opera prima
Va començar a la televisió, al Boston Common, que protagonitzà com a convidat estrella i va entrar al Saturday Night Live com a escriptor, però només hi estigué dues setmanes. Galifianakis coprotagonitzà el film Out Cold, i va tenir papers petits en Corky Romano, Bubble Boy, Heartbreakers, Enmig de la natura, Super High Me, Little Fish Strange Pond i Largo.

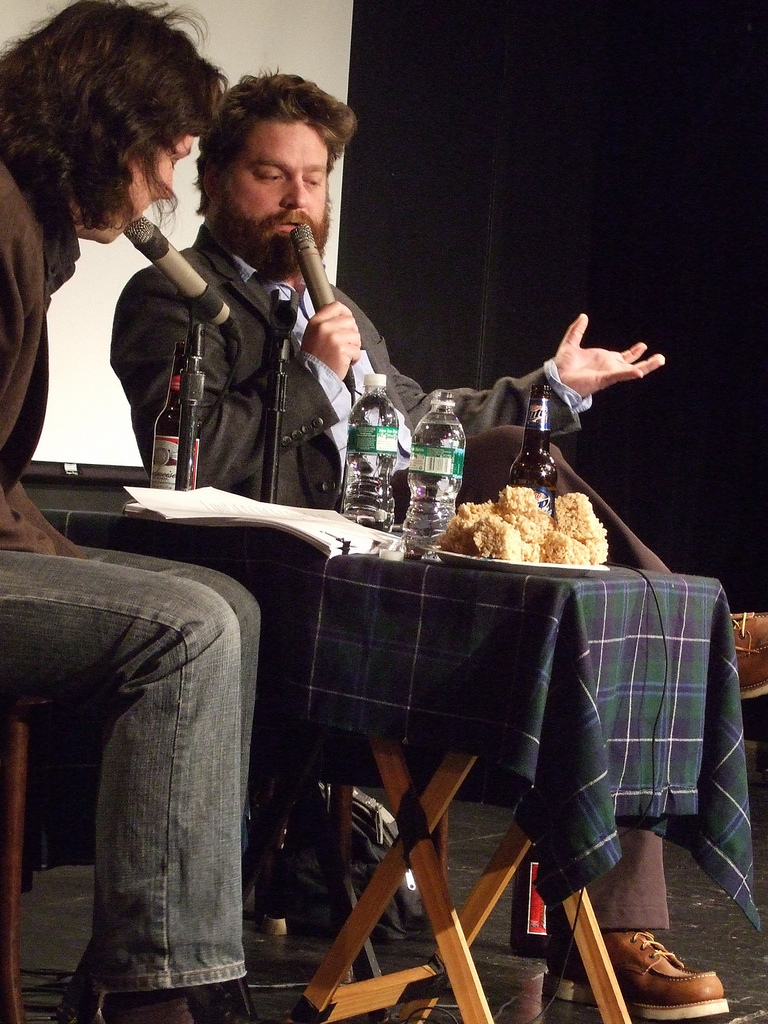
Galifianakis en Inside Joke a Nova York el 2006

Al setembre del 2001, va aparèixer dins un episodi de Comedy Central Presents. Incloïa una part de comèdia verbal i una part amb piano, i es terminava amb un grup a cappella (The Night Owls, 'Els Mussols de Nit', presentats com les seues "12 ex-xicotes"), cantant "Eternal Flame" de The Bangles mentre deia acudits. El 2002, va presentar el seu propi programa de tertúlia en VH1 anomenat Late World with Zach, que acollia molts dels seus amics i intèrprets de l'escola de LA i de la banda de música Largo en la qual va aparèixer sovint durant aquell període. En un episodi va presentar els intèrprets de Largo Jon Brion i Rhett Miller com a convidats musicals. Va interpretar Davis en la sèrie Tru Calling per a la Fox. Va aparèixer moltes vegades al Jimmy Kimmel Live! i va jugar al disc volador en quatre episodis de Reno 911!.
Galifianakis va fer el paper d'Alan Finger en el programa Dog Bites Man de Comedy Central, un programa de notícies falses que sorprenia la gent de bona fe que pensaven que eren entrevistats per un equip informatiu de veritat. També va ser convidat com a coprotagonista de l'episodi de Comedy Central The Sarah Silverman Program com a Fred el sensesostre. També va tenir una funció recurrent de convidat com a metge en l'animat programa Adult Swim Tom Goes to the Mayor i aparegué en diversos episodis de Tim and Eric Awesome Show, Great Job! sempre amb el paper de Tairy Greene. El 2006, Galifianakis va aparèixer en el vídeo musical de Fiona Apple per la cançó "Not About Love", on se'l veu fer postsincronització de la lletra de la cançó. Un any més tard, Kanye West va emprar Galifianakis i el músic de rock independent Will Oldham per a propòsits similars en la segona versió del vídeo de la seva cançó "Can't Tell Me Nothing". Al juny 20 del 2006, Galifianakis va publicar el single "Come On and Get It (Up in 'Dem Guts)", una cançó humorística de rap/hip-hop/dance que presenta les veus d'Apple.
Galifianakis, Patton Oswalt, Brian Posehn i Maria Bamford, és un dels quatre Comediants de Comèdia, un periòdic packaged gira de comèdia en l'estil dels Reis Originals de Comèdia i el Blau Collar Gira de Comèdia. Van escollir actuar a clubs de rock viu mentre oposat a clubs de comèdia per provar per assolir una audiència diferent. Molt de la gira era taped i ha estat presentat en ambdós un curt-va viure sèrie de televisió damunt la comèdia Central i una pel·lícula de longitud plena que ha aparegut a SXSW i en Showtime. Damunt 22 de febrer de 2008, va fer un aspecte en el Jackassworld.com: 24 Presa de poder d'Hora. Va entrevistar diversos membres del Jackass repartiment. Galifianakis Va protagonitzar la pel·lícula independent Visioneers que va jugar dins seleccionar ciutats dins 2008. Això era Galifianakis primer starring funció en una pel·lícula i va ser donat un directe-a-alliberament de DVD. Que any mateix, Galifianakis aparegut en una sèrie de vídeo del web d'anuncis per Absolut vodka, juntament amb Tim Heidecker i Eric Wareheim, creant una paròdia de les Noies Daurades dins quin té un assumpte de ràbia profund, trencant el quart emmurallar exasperació i francament violència en el conjunt. Ell també completat la Velocitat pilot Freaks per la comèdia Central.

### Entre Dues Falgueres amb Zach Galifianakis
Galifianakis Té una sèrie de vídeos en el Graciós o pàgina web de Dau titulada Entre Dues Falgueres Amb Zach Galifianakis on condueix entrevistes amb celebritats populars entre dos potted falgueres. Ha entrevistat Jimmy Kimmel, Michael Cera, Jon Hamm, Natalie Portman, Charlize Theron, Bradley Cooper, Part superior de Pastanaga, Conan O'Brien, Andy Richter, Andy Dick, Ben més Quiet, Steve Carell, Sean Penn, Bruce Willis, Tila Tequila, Jennifer Aniston, Ferrell, Samuel L. Jackson, Tobey Maguire, Foc d'Arcada, Justin Bieber, President Barack Obama i Brad Pitt. Seu entrevista l'estil consisteix en qüestions d'entrevista típica, estrany no sequiturs, suports de producte incòmode i de vegades qüestions sexuals inadequades i comentaris. Galifianakis Va guanyar el Primetime Emmy Premi per Excepcional Curt-Format Programa de Diversió d'Acció Viva com a productor de l'espectacle al 66è Primetime Premis d'Emmy d'Arts Creatius.

### Actuacions principals
Galifianakis Va jugar Alan Garner en la comèdia d'impacte La Ressaca i va guanyar el Premi de Pel·lícula del MTV per bé Comedic Actuació. Sigui també prominently anunciat en pel·lícules subsegüents que li van presentar dins donant suport funcions, com G-Força, la joventut dins Repugna i l'Oscar-pel·lícula nomenada Amunt en l'Aire.
Galifianakis També jugat una funció de donar suport en la sèrie d'HBO Avorrida a Mort i hosted Nit de dissabte Viu damunt 6 de #març de 2010 durant la 35a estació de l'espectacle, durant quin va afaitar la seva barba mid-espectacle per un croquis, i llavors va tancar l'espectacle que porta una barba de falsificació. Ell hosted un altre cop damunt 12 de #març de 2011 i afaitat seu encapçalar aquest temps, en un T-agradar hairstyle, el qual era presumptament suposat per ser utilitzat per un croquis que mai aired a causa de constrenyiments de temps.
Dins 2010, va protagonitzar diverses pel·lícules, incloent Sopar per Schmucks, és Amable d'una Història Graciosa i Data Prevista. Damunt 29 d'octubre de 2010, mentre debatent legalització de marihuana en el temps Real de l'HBO d'espectacle amb Bill Maher, Galifianakis aparegut per tenir marihuana fumada en televisió viva; amfitrió Bill Maher va negar que sigui marihuana real en una entrevista amb Llop Blitzer durant un episodi de l'Habitació de Situació. Dins 2011, va retornar mentre Alan Garner en el sequel, L'II de Part de la Ressaca, el qual va ser posat dins Tailàndia i voiced Humpty Dumpty en Puss en Botes. Galifianakis starred alongside Ferrell dins Jay Roach 2012 comèdia política La Campanya. Va rebre elogi crític per la seva actuació en la 2014 pel·lícula Birdman, dins que ell starred amb Michael Keaton i Edward Norton.
Dins gener 2014, va ser anunciat que Galifianakis i Louis C.K. Desenvolupava un pilot de comèdia per FX. Dins agost 2015, Galifianakis és en negociacions finals per jugar El Jòquer en Lego Batman.

## Vida personal
L'agost del 2012, Galifianakis es va casar Quinn Lundberg, cofundador de les Veus de Créixer caritat, a la Granja d'UBC a Vancouver, Colúmbia britànica. Damunt 7 de setembre de 2013, Lundberg va donar naixement al seu primer nen, un noi, mentre Galifianakis va perdre el premiere de la seva pel·lícula T'És Aquí per assistir al naixement.
Dins gener 2014, Galifianakis i "Una Nit de mil Vagines" co-estrella Sarah Silverman va anunciar la seva intenció per aixecar 20,000$ per ajudar finançar el Fons d'Avortament del Texas, part d'un nationwide xarxa dels fons instal·lats per assistir dones dins obtenint avortaments en estats les legislatures del qual van tenir restriccions col·locades en la pràctica. El fundraiser va ser instal·lat dins resposta al passatge de Texas H.B. 2, el qual va establir diverses restriccions que van forçar una majoria de les clíniques d'avortament de l'estat per tancar.
Galifianakis Posseeix una granja en nord-oriental Alleghany Comtat, Carolina del Nord, i parteix el seu temps entre la granja i la seva feina. Va dir, "La meva granja és un lloc que aconsegueixo per pensar clarament i pretendre saber què estic fent."
En un octubre 2014 entrevista amb E!, quan preguntat sobre la seva pèrdua de pes, Galifianakis de broma va reclamar sigui perquè sigui terminally malalt.

## Filmografia

### Film
| Any               | Títol                                              | Paper                       | Notes |
| ----------------- | -------------------------------------------------- | --------------------------- | --- |
| 1998–2002         | Stella shorts                                      | Santa Claus                 | Curtmetratge |
| 1999              | Flushed                                            | Xicot patètic               | |
| 2001              | Heartbreakers                                      | Bill                        | |
| 2001              | Bubble Boy                                         | Home de la parada d'autobús | |
| 2001              | Corky Romano                                       | Dexter                      | |
| 2001              | Out Cold                                           | Luke                        | |
| 2002              | Below                                              | Wally l'estrany             | |
| 2007              | Into the Wild                                      | Kevin Wallis                | |
| 2008              | What Happens in Vegas                              | Dave L'os                   | |
| 2008              | Visioneers                                         | George                      | |
| 2009              | The Ballad of G.I. Joe                             | Snow Job                    | Curtmetratge |
| 2009              | Gigantic                                           | Paio sense sostre           | |
| 2009              | La Ressaca                                         | Alan Garner                 | (Compartit amb Bradley Cooper i Ed Helms) |
| 2009              | G-Força                                            | Ben Paredes                 | També en el videojoc |
| 2009Up in the Air |                                                    | Steve Sewa                  | Va nomenar – Associació de Crítics de Pel·lícula Nominat al premi del millor repartiment; Premi de l'Associació dels Crítics de films del districte de Washington |
| 2009              | Operation: Endgame                                 | Hermit                      | |
| 2009              | Little Fish, Strange Pond                          | Bucky                       | |
| 2009              | Youth in Revolt                                    | Jerry                       | |
| 2010              | Els sopars dels idiotes                            | Therman Murch               | Premi del millor actor de Comèdia |
| 2010              | It's Kind of a Funny Story                         | Bobby                       | |
| 2010              | Data prevista                                      | Ethan Tremblay/Ethan Chase  | Nominat al premi MTV de la millor comèdia PerformanceNominated – Teen Premi d'Elecció per Pel·lícula d'Elecció: Comèdia d'Actor |
| 2011              | The Hangover Part II                               | Alan Garner                 | Nominat al premi MTV de la millor comèdia PerformanceNominated – Teen Premi d'Elecció per Pel·lícula d'Elecció: Actor ComedyNominated – Teen Premis d'Elecció per Pel·lícula d'Elecció : Química (compartit amb Bradley Cooper i Ed Helms) |
| 2011              | El gat amb botes                                   | Humpty Dumpty (Veu)         | Va nomenar – Annie Premi per la veu que Actua en una Producció de Característica |
| 2011              | El Muppets                                         | Hobo Joe                    | |
| 2012              | Tim and Eric's Billion Dollar Movie                | Jim Joe Kelly               | |
| 2012              | En campanya tot s'hi val (The Campaign)            | Marty Huggins               | També productor - Nominat – Premi de Pel·lícula del MTV per Millor Duo en Pantalla (compartit amb Will Ferrell) |
| 2013              | Ressaca 3 (The Hangover Part III)                  | Alan Garner                 | |
| 2014              | Are You Here                                       | Ben Forner                  | |
| 2014              | Muppets Most Wanted                                | Hobo Joe                    | Cameo |
| 2014              | Birdman                                            | Jake                        | Aliança de Premi de Periodistes de Pel·lícula de Dones per Millor EnsembleBoston Associació de Crítics de Pel·lícula En línia Premis per Millor EnsembleCritics' Premi de Pel·lícula de l'Elecció per Millor Suplent EnsembleDetroit Premi de Societat de Crítics de Pel·lícula per Millor EnsembleLas Vegas Premi de Societat de Crítics de Pel·lícula per Millor EnsembleNew Crítics de Pel·lícula del York Premi En línia per Millor Ensemble CastNorth Associació de Crítics de Pel·lícula de Texas Premi per Millor Ensemble CastSan Societat de Crítics de Pel·lícula de Premi per Pel·lícula al Millor Repartiment de l'Associació de Crítics de l'àrea de Washington D.C. Premi per Millor Secundari de Repartiment - Premi de Gremi d'Actors de Pantalla per Actuació Excepcional per un Repartiment en una Fotografia de Moviment Nominat – Societat de Boston de Premi de Crítics de la Pel·lícula per Repartiment Millor 2n PlaceNominated – Cercle de Crítics de Pel·lícula de Florida Premi per Repartiment Millor |
| 2016              | Masterminds                                        | David Ghantt                | |
| 2016              | Keeping Up with the Joneses                        |                             | Coproducció |
| 2016              | Tulip Fever                                        |                             | |
| 2017              | Batman. La Lego pel·lícula (The LEGO Batman Movie) | The Joker (veu)             | |

### Televisiu
| Any          | Títol                                      | Funció                                  | Notes |
| ------------ | ------------------------------------------ | --------------------------------------- | --- |
| 1996–1997    | Boston Comú                                | Bobby                                   | 5 episodis                                                                                                  |
| 1997         | Apartament 2F                              | Zach                                    | 5 episodis                                                                                                  |
| 2003–2005    | Tru Cridant                                | Davis                                   | 27 episodis                                                                                                 |
| 2005–2007    | Reno 911!                                  | Frisbee                                 | 4 episodis                                                                                                  |
| 2006         | Home de Picades del gos                    | Alan Dit                                | 9 episodis; també escriptor i productor                                                                     |
| 2006         | Tom Va a l'Alcalde                         | Vickerson (veu)                         | 2 episodis                                                                                                  |
| 2006         | Meravella Showzen                          | Papà d'oncle (veu)                      | Episodi: "Pomes de Cavall"                                                                                  |
| 2007         | La Sarah Silverman Programa                | Fred Blorth                             | Episodi: "Humanitari de l'Any"                                                                              |
| 2007–2010    | Tim i Eric Awesome Espectacle, Feina Gran! | Tairy Greene / Diversos caràcters       | 7 episodis                                                                                                  |
| 2009–2010    | Papà americà!                              | Heavyset Home / Norman / Juror (veus)   | 2 episodis                                                                                                  |
| 2009–2011    | Avorrit a Mort                             | Ray                                     | 24 episodis                                                                                                 |
| 2010         | Graciós o Presents de Dau                  | Repartiment (Només 3 Boyz)              | Episodi #1.10                                                                                               |
| 2010–2013    | Nit de dissabte Viu                        | Ell (amfitrió)                          | 3 episodesNominated – Primetime Emmy Premi per Actor de Convidat Excepcional en una Sèrie de Comèdia (2011) |
| 2012–2015    | Bob Burgers                                | Chet / Felix (veus)                     | 7 episodis                                                                                                  |
| 2012–2015    | Estrèpit de comèdia! Estrèpit!             | Ell / Santa Claus                       | 4 episodis                                                                                                  |
| 2013         | Kroll Espectacle                           | Diversos caràcters                      | Episodi: "Els Impactes més Grans d'Ell"                                                                     |
| 2013         | El Chris Gethard Espectacle                | Ell                                     | Episodi: "Qui Vol un Tall de cabell"                                                                        |
| 2013–2014    | Tim i Eric Bedtime Històries               | Zach                                    | 2 episodis                                                                                                  |
| 2013–2014    | Brody Stevens: Gaudir-lo de!               | Ell                                     | 12 episodis                                                                                                 |
| 2014         | El Simpson                                 | Lucas Bortner (veu)                     | Episodi: "Luca$"                                                                                            |
| 2014         | Triptank                                   | Jack el Janitor (veu)                   | Episodi: "Travessant la Línia"                                                                              |
| 2016–present | Cistelles                                  | Cistelles de Dale / de Cistelles de xip | 10 episodis; també co-creador, escriptor i productor executiu                                               |

### Vídeos de música
| Any  | Títol                            | Funció      | Notes                             |
| ---- | -------------------------------- | ----------- | --------------------------------- |
| 2007 | "No Aproximadament Amor"         | Fiona Apple | Fiona Apple                       |
| 2007 | "No Em pot Dir Res"              | Ell         | Kanye Pàgina web de l'oest        |
| 2012 | "Outta El meu Sistema"           | Bruixot     | La meva banda de Jaqueta del Matí |
| 2013 | "Trencament de primavera Anthem" | Ell         | La cançó d'Illa Solitària         |